# В'єтрі-ді-Потенца
В'єтрі-ді-Потенца (італ. Vietri di Potenza) — муніципалітет в Італії, у регіоні Базиліката,  провінція Потенца.
В'єтрі-ді-Потенца розташовані на відстані близько 290 км на південний схід від Рима, 26 км на захід від Потенци.
Населення — 2861 особа (2014).
Покровитель — Sant'Anselmo.

## Демографія
Населення за роками:

Станом на 1 січня 2023 року в муніципалітеті офіційно проживало 45 іноземців з 18 країн, серед них 17 громадян країн Євросоюзу та 10 громадян України.

## Сусідні муніципалітети
- Бальвано
- Каджано
- Пічерно
- Романьяно-аль-Монте
- Сальвітелле
- Савоя-ді-Луканія